# Forces armées tunisiennes
Les forces armées tunisiennes (arabe : القوات المسلحة التونسية), souvent appelées armée tunisienne ou armée nationale tunisienne, sont l'armée de la Tunisie. Fondées le 30 juin 1956, elles comptent en 2023 un personnel régulier de 98 861 personnes.
Outre ses missions de défense, l'armée participe à des activités civiles de développement et de lutte contre les catastrophes naturelles et à des opérations militaires de maintien de la paix sous mandat des Nations unies.

## Histoire

### Période beylicale

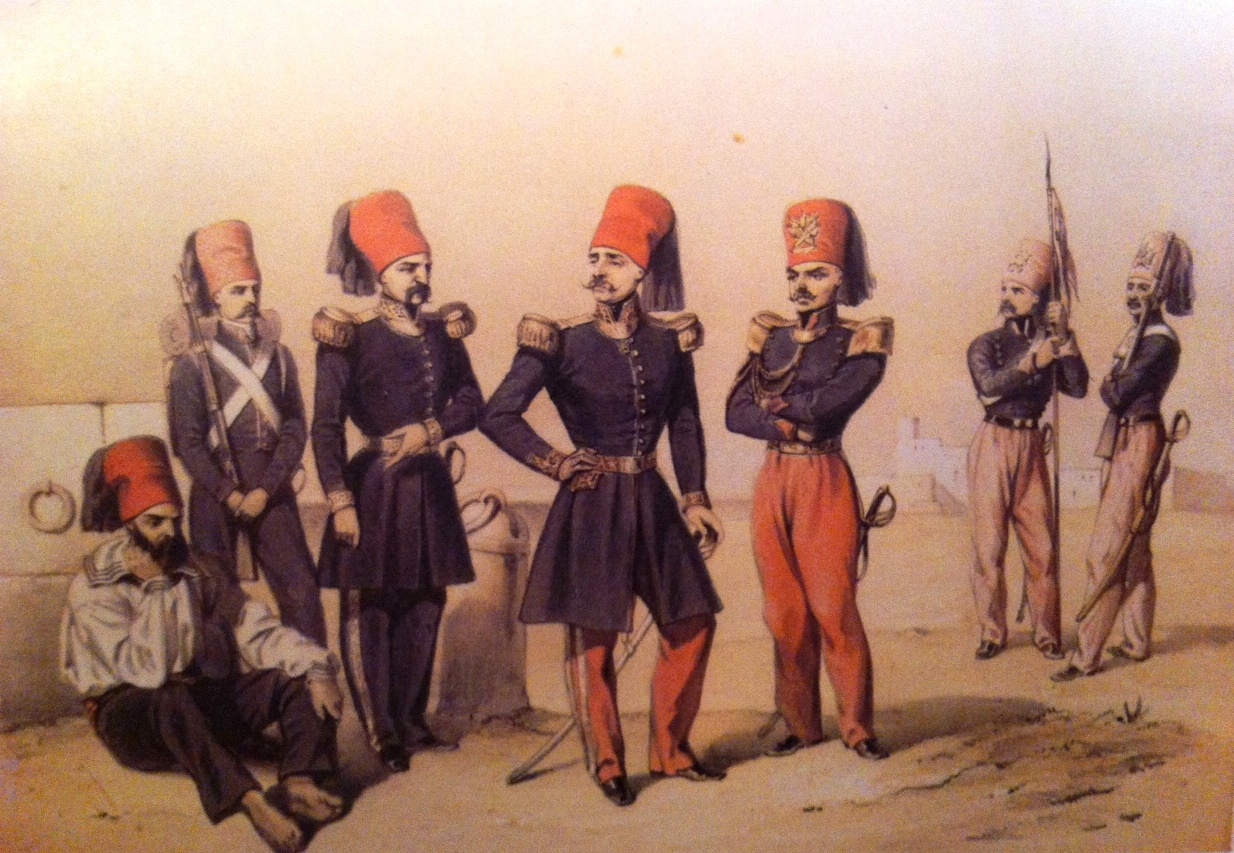
Officiers d'infanterie tunisiens vers 1840.

Les premiers bataillons de l'armée régulière tunisienne moderne sont créés en même temps que la réforme de l'armée ottomane et au lendemain de la conquête française de l'Algérie en 1830. À l'initiative du ministre de Hussein II Bey, Chakir Saheb Ettabaâ, un bataillon de fils d'ottomans et de quelques fils du pays est créé à Tunis dès janvier 1831. Suit l'année suivante un autre bataillon basé à Sousse. Les soldats et officiers sont entraînés, habillés et équipés à l'européenne, à l'image des premiers régiments de l'armée ottomane issue des réformes du sultan Mahmoud II, au lendemain de la suppression du corps des janissaires. Ahmed Ier Bey reprend les timides réformes du règne de son oncle Hussein II Bey et engage le pays dans une profonde modification de son armée et son État.
En 1855, l'armée tunisienne se divise en sept brigades d'infanterie réparties sur le territoire, avec à leurs têtes un amir liwa (général de brigade) puis, à partir de 1864, un amir oumara (général de division). De même existent de 1835 à 1860 quatre brigades d'artillerie (topjiya), de 1 000 hommes chacune.
L'Armée de terre tunisienne compte également plusieurs régiments de cavalerie berbère ou tribale (zouaoua ou mkhaznia) issus principalement du Nord-Ouest ; ils sont répartis un peu partout dans le pays. On désigne néanmoins à leur tête des officiers d'origine turque ou mamelouk pour les contrôler. Alors que le besoin d'un régiment de cavalerie régulière (spahis) se fait sentir, Ahmed Ier Bey en crée un vers 1850 ; il est basé à La Manouba.

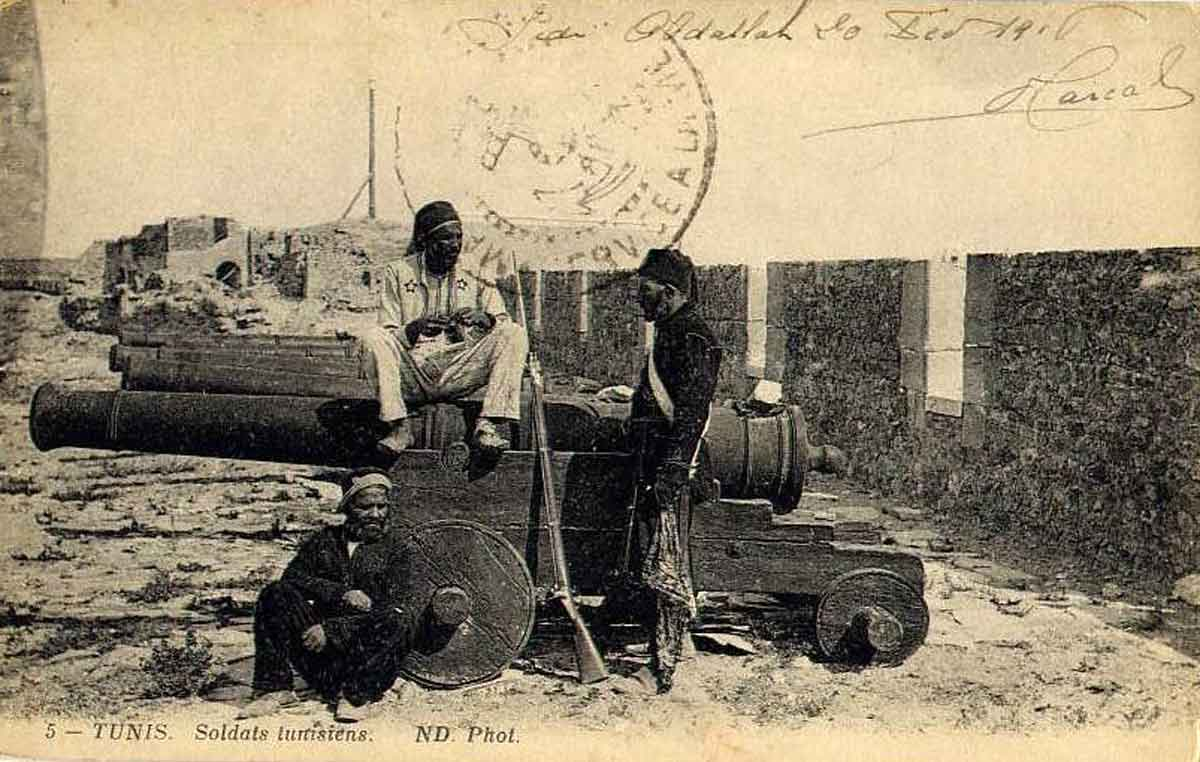
Artillerie beylicale vers 1900.

Le pays est ceinturé de 110 forts et fortins dont les effectifs peuvent compter de 50 à 200 hommes (infanterie et quelques artilleurs). Ils sont chargés d'assurer la sécurité des villes, des frontières et des côtes, ces derniers dépendant du ministère de la Marine. Ils peuvent aussi faire office de lieu de résidence des caïds-gouverneurs, de prison ou même de greniers et de dépôts de fournitures pour l'armée (poudre, munition, etc.). Chaque ville et grand village en est pourvu.
Hammouda Pacha est le premier bey à doter le pays d'une industrie militaire avec la création d'une fonderie moderne de canons à la Hafsia, vers 1810, en plein centre de la médina de Tunis. Celle-ci est de petite taille mais fournit les forts et la marine du pays en petits canons jugés assez efficaces d'après les commentateurs de l'époque. Toutefois, pour assurer la fourniture de la nouvelle armée tunisienne, Ahmed Ier Bey dote le pays de plusieurs manufactures modernes sur le modèle européen autour de 1840. Vers 1865, plusieurs de ces usines sont démontées ou laissées à l'abandon lors de la crise financière qu'elles contribuent à engendrer.

### Indépendance
En 1956, environ 9 500 hommes qui servaient dans la garde beylicale rendent possible la mise sur pied rapide d'un régiment interarmes décidée le 21 juin de cette année. Les équipements nécessaires sont mis à la disposition du jeune État alors que 25 officiers, 250 sous-officiers et 1 250 soldats sont transférés de l'armée française à l'armée tunisienne. Le 30 juin, l'armée tunisienne est officiellement fondée par décret. L'intégration de la garde beylicale, l'apport des conscrits du service militaire, rendu obligatoire en janvier 1957, et le rappel des réservistes lui permettent de passer de trois à douze bataillons et de 2 300 à 20 000 hommes en 1961. 60 % des forces servent alors à la surveillance des frontières.
Les unités combattent pour la première fois contre l'armée française en 1958 après l'intrusion de cette dernière dans le sud du pays en tentant de chasser les combattants algériens[réf. nécessaire]. Toutefois, la plus grande bataille de l'armée tunisienne après sa création reste la crise de Bizerte où plus de 600 hommes tombent au cours des combats contre les forces françaises.
La marine fondée en 1958 reçoit ses premiers navires dès l'automne 1959. Quant à l'Armée de l'air, elle acquiert ses premiers avions de combat en 1960. Si les fournisseurs de l'armée tunisienne sont extrêmement nombreux, les États-Unis restent les plus grands pourvoyeurs de l'Armée de terre et de l'air. Quant à la formation des cadres, d'abord assurée par les écoles militaires françaises et américaines, elle est progressivement confiée aux écoles militaires nouvellement créées.
Le 10 janvier 1957, une loi interdit à tout militaire d'être membre d'un groupement ou d'un parti politique. Toutefois, le 7 novembre 1987, le Premier ministre, le général Zine el-Abidine Ben Ali, prend le pouvoir. Abdelhamid Escheikh et Mustapha Bouaziz, officiers supérieurs, occuperont par la suite des postes ministériels.
Dans les années 1980, l'Armée de l'air israélienne survole la Tunisie et bombarde le siège de l'Organisation de libération de la Palestine dans le cadre de l'Opération Jambe de bois, causant la mort de 50 Palestiniens et 18 Tunisiens.
Le 30 avril 2002 aux environs de 18 h 15, la direction de l'Armée de terre — le général de brigade Abdelaziz Skik qui avait dirigé le contingent tunisien au Cambodge, deux colonels-majors, trois colonels, quatre commandants, deux lieutenants et un adjudant-chef — disparaît dans un accident d'hélicoptère non loin de la ville de Medjez el-Bab.
La révolution de 2011 entraîne la libération de milliers de détenus dont beaucoup de djihadistes, ce qui provoque de très nombreux problèmes sécuritaires (attaque de commerces et d'universités, incendie de l'ambassade américaine). Cette situation conduit au déploiement massif de l'armée tunisienne sur le territoire national, notamment aux frontières algérienne et libyenne, où les groupuscules terroristes sont actifs.
Le 10 juillet 2015, Barack Obama désigne officiellement la Tunisie comme allié majeur non-membre de l'OTAN, ce qui permet aux forces armées tunisiennes d'avoir une coopération très étroite avec l'armée américaine et de bénéficier d'avantages sur le plan matériel et financier.

## Service national
L'armée tunisienne est en partie une armée de conscription. Les jeunes hommes sont appelés à se rendre sous les drapeaux à l'âge de vingt ans, tout comme les femmes sur demande depuis mars 2003.
Les soldats effectuent un service militaire complet d'une durée d'un an. Néanmoins, seule une petite partie des jeunes appelés effectuent réellement leur service national (25 à 30 %). Depuis 1978, ils peuvent choisir une affectation individuelle de 15 à 25 jours suivie par la ponction d'une partie de leur salaire pendant les onze mois restants au profit d'un fonds du service national. Ils sont ensuite placés en réserve jusqu'à l'âge de 35 ans.

## Conflits
- Crise de Bizerte
- Événements de Gafsa (1980)
- Bataille de Ben Gardane
- Bataille de Chaambi

## Budget
L'évolution du budget de la défense tunisienne en millions de dollars selon les données de la Banque mondiale est la suivante, :
| Année | Budget | % du PNB |
| ----- | ------ | -------- |
| 1992  | 289    | 1,70 %   |
| 1993  | 276    | 1,73 %   |
| 1994  | 297    | 1,74 %   |
| 1995  | 342    | 1,74 %   |
| 1996  | 397    | 1,86 %   |
| 1997  | 358    | 1,72 %   |
| 1998  | 365    | 1,67 %   |
| 1999  | 357    | 1,55 %   |
| 2000  | 332    | 1,54 %   |
| 2001  | 335    | 1,52 %   |
| 2002  | 345    | 1,49 %   |
| 2003  | 407    | 1,48 %   |
| 2004  | 444    | 1,42 %   |
| 2005  | 468    | 1,45 %   |
| 2006  | 497    | 1,44 %   |
| 2007  | 490    | 1,26 %   |
| 2008  | 578    | 1,29 %   |
| 2009  | 564    | 1,29 %   |
| 2010  | 571    | 1,29 %   |
| 2011  | 715    | 1,56 %   |
| 2012  | 681    | 1,51 %   |
| 2013  | 759    | 1,64 %   |
| 2014  | 908    | 1,90 %   |
| 2015  | 979    | 2,26 %   |
| 2016  | 987    | 2,36 %   |
| 2017  | 858    | 2,14 %   |
| 2018  | 844    | 2,11 %   |
| 2019  | 1 000  | 2,56 %   |
| 2020  | 1 157  | 2,90 %   |
| 2021  | 1 250  | 2,82 %   |
| 2022  | 1 156  | 2,50 %   |

## Commandement et organisation

### État-major
Le président de la République tunisienne assure la direction des forces armées. Alors que l'article 44 de la Constitution de 1959 en fait le « chef suprême des forces armées », l'article 76 de la Constitution de 2014 lui donne la compétence sur leur haut commandement. Depuis le 23 octobre 2019, cette charge est assurée par Kaïs Saïed en sa qualité de président de la République.
En décembre 2010, l'état-major se compose de la manière suivante : le chef d'état-major de l'Armée de terre est le général de corps d'armée Rachid Ammar, celui de l'Armée de l'air est le général de brigade Taïeb Laâjimi et celui de la Marine nationale est le contre-amiral Mohamed Khamassi,. En avril 2011, après la révolution du 14 janvier qui oblige le président Zine el-Abidine Ben Ali à fuir le pays et durant laquelle l'armée joue un rôle, Ammar devient chef d'État-Major des armées tout en restant chef d'état-major de l'Armée de terre.
Le 1er septembre 2012, le colonel-major Mohamed Néjib Jelassi devient chef d'état-major de l'Armée de l'air et Taïeb Laâjimi, devenu entretemps général de division, est nommé inspecteur général des forces armées. En juin 2013, le général Rachid Ammar annonce son départ à la retraite ; il est remplacé à la tête de l'Armée de terre par Mohamed Salah Hamdi. Le 22 août, le général de brigade Béchir Bédoui remplace Jelassi comme chef d'état major de l'Armée de l'air ; l'état-major se compose dès lors comme suit :
- chef d'état major de l'Armée de terre : le général de brigade Mohamed Salah Hamdi ;
- chef d'état major de l'Armée de l'air : le général de brigade Béchir Bédoui ;
- chef d'état major de la Marine nationale : le vice-amiral Mohamed Khamassi ;
- l'inspecteur général des forces armées : le général de brigade Mohamed Nafti ;
- le directeur général de la sûreté militaire : le général de brigade Nouri Ben Taoues ;
- le directeur général du génie militaire : le général de brigade Mohamed Abdennasser Belhaj.

Le 12 août 2014, le général de brigade Ismaïl Fathali remplace Mohamed Salah Hamdi à la tête de l'Armée de terre. Le 28 août 2015, le général de brigade Mohamed Foued El Aloui remplace Béchir Bédoui à la tête de l'Armée de l'air. Le 1er juin 2018, le général de brigade Mohamed El Ghoul remplace Fathali à la tête de l'Armée de terre.

### Armée de terre
L'Armée de terre est forte de 25 000 hommes et se compose essentiellement de :
- trois brigades mécanisées basées à Gabès (première), Kairouan (deuxième) et Béja (troisième) ; chacune se compose principalement de :
  - un régiment blindé ;
  - deux régiments d'infanterie mécanisée ;
  - un bataillon d'intervention ;
  - un régiment d'artillerie ;
  - un régiment d'artillerie anti-aérienne ;
  - une compagnie antichar ;
  - une compagnie de reconnaissance ;
- un groupement territorial saharien ;
- une brigade des forces spéciales ;
- un groupement de soutien logistique ;
- un groupement de génie militaire ;
- un groupement de transmissions ;
- un groupement de la police militaire.

### Armée de l'air
L'Armée de l'air a à sa disposition la base aérienne de l'Aouina (Garde nationale), dans la banlieue nord de Tunis, l'aérodrome de l'École de l'aviation de Borj El Amri, ainsi que les bases aériennes de Bizerte (Sidi Ahmed), Gabès, Gafsa et Sfax. Elle se compose de 4 000 hommes.
L'armée de l'air comporte aussi une unité spéciale, les commandos de l'air.

### Marine nationale

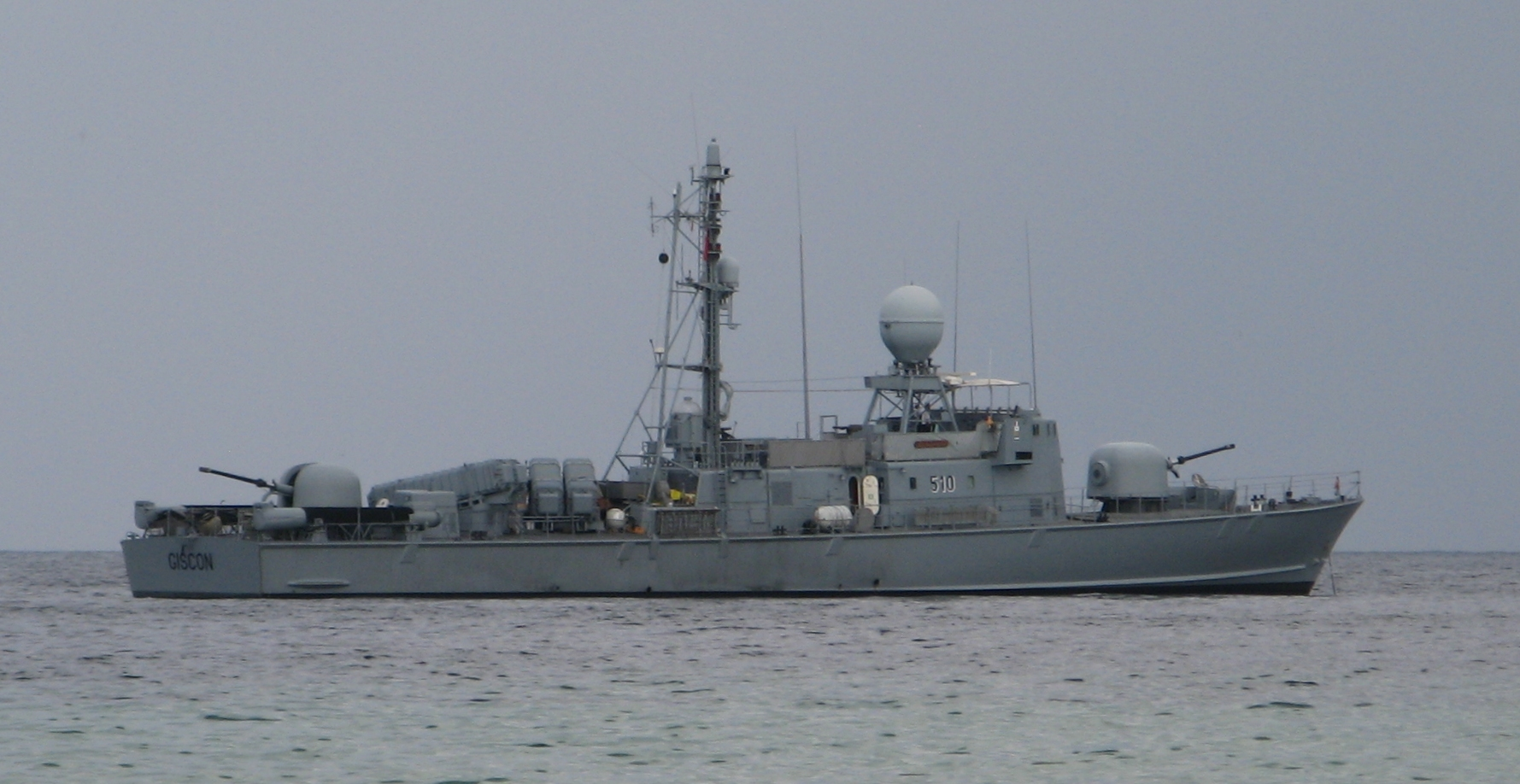
Patrouilleur Giscon de la Marine tunisienne.

Outre le fait de défendre le pays, la marine réalise également des missions de sauvetage en mer. Elle se compose de :
- 4 500 hommes[25] ;
- 23 patrouilleurs lance missiles ;
- quinze patrouilleurs (appartenant à la garde nationale) ;
- quatre frégates ;
- six dragueurs ;
- deux dragueurs de mines.

Les navires se répartissent sur les six bases navales de Bizerte, Kélibia, La Goulette, Sfax, Sousse et Tunis.
La marine comporte aussi une unité spéciale, les commandos marins.

## Grades
L'armée tunisienne est composée des corps des officiers, des sous-officiers et des hommes du rang.

### Officiers
- Officiers généraux (Armées de terre et de l'air et marine) :
  - Général de corps d'armée ou amiral (OF-10) ;
  - Général de division ou vice-amiral (OF-9) ;
  - Général de brigade ou contre-amiral (OF-8) ;
- Officiers supérieurs :
  - Colonel-major ou capitaine de vaisseau major (OF-7) ;
  - Colonel ou capitaine de vaisseau (OF-6) ;
  - Lieutenant-colonel ou capitaine de frégates (OF-5) ;
  - Commandant ou capitaine de corvettes (OF-4) ;
- Officiers subalternes :
  - Capitaine ou lieutenant de vaisseau (OF-3) ;
  - Lieutenant ou enseigne de 1re classe (OF-2) ;
  - Sous-lieutenant ou enseigne de 2e classe (OF-1).

### Sous-officiers
- Adjudant-major (OR-9) ;
- Adjudant-chef (OR-8) ;
- Adjudant (OR-7) ;
- Sergent-chef (OR-6) ;
- Sergent (OR-5).

### Militaires du rang
- Caporal-chef (OR-4) ;
- Caporal (OR-3) ;
- Soldat de première classe (OR-2) ;
- Soldat de deuxième classe (OR-1).

## Missions
La mission de l'armée tunisienne consiste officiellement à défendre le pays contre toute attaque étrangère, protéger les ressortissants tunisiens partout dans le monde et participer aux missions de maintien de la paix.

### Soutien au développement
Les interventions portent notamment sur l'aménagement de pistes, la construction de logements, le raccordement de plusieurs groupements d'habitation aux réseaux d'eau potable et d'électricité, la construction de ponts et le forage de puits. L'armée contribue également à la réalisation du campus universitaire de Gafsa et à la construction de l'aéroport de Gabès.

### Maintien de la paix
La Tunisie participe dès les années 1960 à des missions de maintien de la paix, que ce soit sous les auspices de l'Organisation des Nations unies ou dans le cadre des mécanismes de l'Union africaine. Ainsi, l'armée tunisienne a participé à de nombreuses missions,, parmi lesquelles :
- République démocratique du Congo (1960-1963) : 2 261 soldats (1 100 à partir de 1962-1963) participent au remplacement de l'armée coloniale belge ;
- Éthiopie -  Érythrée (1977-1978) ;
- République arabe sahraouie démocratique (MINURSO, 1991-1997) : 49 observateurs du cessez-le-feu entre le Maroc et le Front Polisario ;
- Cambodge (UNTAC, 1992-1993) : contingent de 1 026 hommes participe au désarmement des groupes armés, protège les réfugiés et soigne plus de 10 000 Cambodgiens, avec une soixantaine d'hommes supplémentaires participant à la mission de l'ONU dans ce pays ;
- Somalie (ONUSOM, 1993-1994) : 280 soldats assurent la sécurité des installations de l'ONU tandis que des médecins dispensent des soins à la population ;
- Rwanda (MINUAR, 1993-1994) : soixante hommes font partie des observateurs africains au début du génocide, avec un contingent de 826 soldats se déployant au nord-ouest du pays de 1994 à 1995 ;
- Burundi (1996) : seize observateurs, puis vingt autres de 2002 à 2006 (ONUB) ;
- Afrique du Sud (1994) : deux observateurs ;
- Haïti (MINUHA, 1994-1995) : deux observateurs ;
- Namibie (1994-1997) ;
- Comores (1997-1998) : huit observateurs ;
- Kosovo (MINUK, 1999) : groupe médical de 17 militaires (médecins et infirmiers) ;
- République démocratique du Congo (MONUC, 2000- ) : 27 officiers y travaillent en tant qu'observateurs tandis que plus de 200 militaires assurent la sécurité du siège du commandement de l'ONU et des personnalités présentes sur place ;
- Éthiopie -  Érythrée (MINUEE, 2000-2008) : huit observateurs ;
- Côte d'Ivoire (ONUCI, 2003- ) : dix observateurs ;
- République centrafricaine -  Tchad (MINURCAT, 2008-2011) : sept officiers de liaison ;
- Sénégal (2009-2011) : un conseiller militaire ;
- Mali (MINUSMA, 2019- ) : 75 soldats de l'armée de l'air et un C-130J Super Hercules soutiennent les efforts de l'ONU[30] ;
- République centrafricaine (MINUSCA, 2021- ) : Déploiement d'une unité aérienne d'intervention rapide, d'assistance et de recherche et sauvetage[31].

Pour leur dévouement et leur bravoure, 1 545 militaires tunisiens ont reçu la médaille du maintien de la paix.

## Enseignement supérieur
La formation supérieure militaire en Tunisie s'inspire de l'organisation de la formation des ingénieurs dans le pays et donc du modèle français.
Les jeunes élèves-officiers sont admis pendant deux ans dans l'une des écoles préparatoires aux académies militaires (Bizerte, Sousse et Sfax) où l'enseignement scientifique est calqué sur celui des facultés des sciences, de sciences juridiques et politique et des instituts préparatoires aux études d'ingénieurs locaux. Les élèves officiers reçoivent en parallèle une formation militaire commune. Ensuite, les élèves-officiers sont orientés vers des formations à l'étranger ou à l'une des académies militaires nationales :
- Académie militaire de Fondouk Jedid (Armée de terre) ;
- Académie navale de Menzel Bourguiba (Marine nationale) ;
- École de l'aviation de Borj El Amri (Armée de l'air).

Après un stage effectué en service comme sous-lieutenants, les élèves-officiers en sortent lieutenants.
La Tunisie dispose également d'une école de capitaines, d'une École d'état-major, d'une École supérieure de guerre et d'un Institut de défense nationale. L'armée a par ailleurs développé, depuis le début des années 1970, un système de formation professionnelle dont bénéficient aussi bien les appelés que des jeunes civils désireux de suivre une formation au sein de l'armée.

## Forces spéciales
Les forces armées tunisiennes disposent de trois forces spéciales : la brigade des forces spéciales pour l'armée de terre, les commandos marine pour la marine nationale et les fusiliers commandos de l'air pour l'armée de l'air.

## Armée de terre

### Armes d'infanterie
- Steyr AUG ;
- Colt M4 ;
- M16 ;
- AR-15 ;
- LRAC F1[33].

### Chars de combat
- M60-A3 et M60-A1[34] ;
- SK-105 Kürassier[34] ;
- AML 90[35] ;
- EE-9 Cascavel.

### Blindés légers
- M113 de type A1 et A2[34] ;
- Fiat - OTO Melara 6614[34] ;
- Saladin[34] ;
- EE-11 Urutu[34] ;
- BMC Kirpi[36] ;
- MRAP Edjer Yalçin[37] ;
- Jeep J8 LPV (en)[38] ;
- ACMAT Bastion[39] ;
- Humvee[40] ;
- Otokar Cobra I et II (en)[41] ;
- Sherpa Light Scout[42].
- BMC Vuran (en)[43]

### Artillerie
- M-30 107 mm ;
- M101A1/A2 105 mm ;
- M114A1 155 mm ;
- M198 155 mm ;
- M108 105 mm ;
- M109 155 mm ;
- Mortier 81 mm ;
- Mortier 107 mm ;
- Mortier 120 mm[33].

### Lutte antichar
- LRAC ;
- BGM-71 TOW ;
- M901 ITV TOW ;
- Milan ;
- SS-11 ;
- AGM-114 Hellfire[33].

## Armée de l'air

### Avions de combat
- Northrop F-5 :
  - 14 Northrop F-5E Tiger II[44] (modernisés en 2015)[45] ;
  - 4 Northrop F-5F Tiger II[44] (modernisés en 2015)[45] ;
- 12 Aero L-59T[44].

### Avions d'entraînement et d'attaque léger
- SIAI Marchetti SF.260 :
  - 9 SIAI Marchetti SF.260CT[44] ;
  - 12 SIAI Marchetti SF.260WT[44] ;
- 4 Hawker Beechcraft AT-6 Wolverine[46] ;
- 4 Aermacchi MB.326LT[44] ;
- Beechcraft T-6C Texan (douze en commande)[47].

### Avions de transport
- Lockheed C-130 Hercules :
  - 8 Lockheed C-130B[44] ;
  - 2 Lockheed C-130H[44] ;
  - 2 Lockheed-Martin C-130J-30 Super Hercules[44],[48] ;
- 3 SIAI Marchetti S.208A[33].

### Avion de reconnaissance
- 12 Maule MX-7 (en)[38] ;
- Cessna AC-208 Combat Caravan[49].

### Avion de liaison
- 1 Dassault Falcon 20C[44].

### Avion utilitaire
- 1 Reims-Cessna F406[44].

### Avions de ligne
- 1 Boeing 737 BBJ1[44] ;
- 5 Let L-410UVP[44].

### Hélicoptères
- 6 Aérospatiale AS350 B[44] ;
- 1 Aérospatiale SA 365C[44] ;
- Bell 205 :
  - 18 Agusta/Bell AB 205A-1 (quinze en service)[44] ;
  - 6 Bell 205A-1 (cinq en service)[44] ;
  - 22 Bell UH-1H (17 en service)[44] ;
  - 24 Bell OH-58D Kiowa Warrior (six en service)[44],[50] ;
- 2 Agusta/Bell AB 412[44] ;
- 18 Sikorsky HH-3E « Jolly Green Giant » (quinze en service)[44] ;
- 12 Sikorsky UH-60M[44],[51] ;
- Sud-Aviation SA316 Alouette III :
- 4 Sud-Aviation SA 316A Alouette III[44] ;
- 4 Sud-Aviation SA 316B Alouette III[44] ;
- 8 Aérospatiale SA 342L1 Gazelle (sept en service)[44] ;
- 8 Sud-Est SE.3130 Alouette II[44].

### Drones
- TAT Aoussou[44] ;
- TAT Nasnas Mk 1[44] ;
- Boeing ScanEagle[52] ;
- TAI Anka[53] ; 5[54]
- Aérostats d'observation[55].

## Défense antiaérienne
- RBS 70 ;
- MIM-72 Chaparral ;
- Giraffe[56] ;
- M42 Duster[33] ;
- Canons antiaérien Zastava M55 (en) 20 mm.

## Marine nationale

### Défense maritime
- Stations radars sur l'intégralité du littoral[57].

#### Bateaux lance-missiles
- 3 Classe La Galite (Combattante-3), 56 m
  - P501 : La Galite
  - P502 : Tunis
  - P503 : Carthage
- 3 P-48, 48 m
- 6 Classe Albatros (type 143B), 58 m
  - P505 : Hamilcar (ex Sperber)
  - P506 : Hannon (ex Greif)
  - P507 : Himilcon (ex Geier)
  - P508 : Hannibal (ex Seeadler)
  - P509 : Hasdrubal (ex Habicht)
  - P510 : Giscon (ex Kormoran)
- 3 Classe Bizerte (P-48), 48 m
  - P301 : Bizerte
  - P302 : Horria
  - P303 : Monastir

#### Patrouilleurs
- 4 Haizhui, 35 m
- 11 Socomena, 20 m
- 5 Bremse, 23 m
  - Bullarija (G 36)
  - Sbeïtla (G 32)
  - Seleuta (G 39)
  - Kerkouane (G 38)
  - Utique (G 37)
- 6 Kondor, 52 m
- 4 Gabes, 13 m
- 4 Rodman 38, 12 m
- 6 patrouilleurs divers, 25 m
- 4 patrouilleurs divers, 31 m

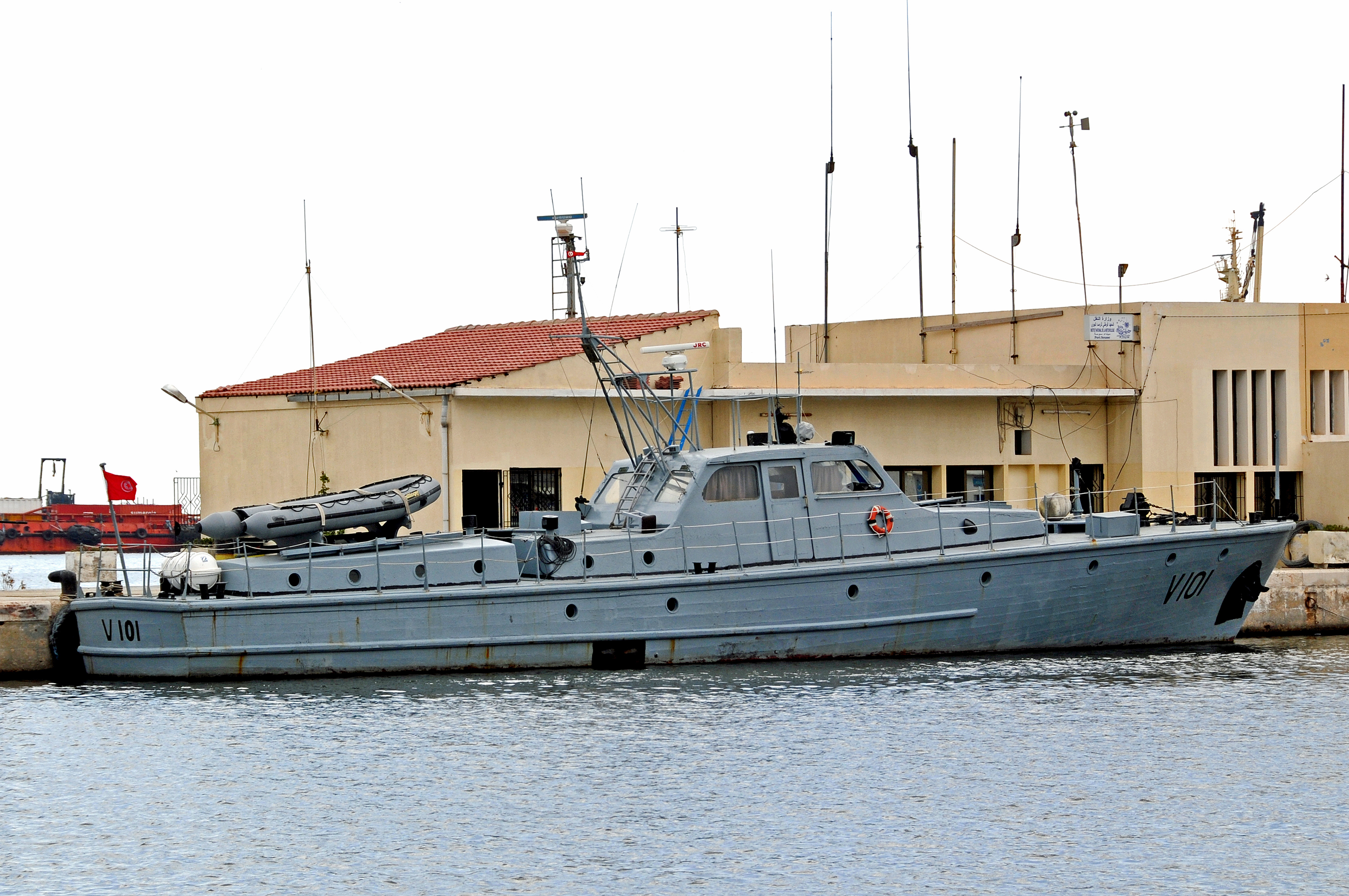
Patrouilleur V101.

- 1 P-13 Javier Quiroga (Classe Barceló), 36 m
- 6 vedettes d'intervention rapide[58].

#### Vaisseaux auxiliaires
- 2 White Sumac, 41 m
  - A804 : Tabarka
  - A805 : Turgueness
- 1 Agor (Robert D. Conrad), 67/64 m
- 1 Wilkes (T-AGS-33), 87 m
- 1 Aïn Zaghouan (Classe Simeto), 70m (ex A 5375 de la Marina Militare)
- 2 El Jem (Classe Aragosta ; ex A 5378 Aragosta et A 5381 Polipo de la Marina Militare)
- 1 remorqueur côtier, 35 m

#### Patrouilleurs de haute-mer
- Syphax 611[59]
- Istiklal P201[60]
- Utique P211[59]
- Kerkouane 211[59]

## Industrie militaire
- Navires[61] ;
- Avions légers[62],[63] ;
- MRAP[64].

## Traités ratifiés
- Convention sur l'interdiction des mines antipersonnel : la Tunisie signe le traité d'interdiction des mines anti-personnel le 4 décembre 1997 et le ratifie le 9 juillet 1999. Auparavant, le pays n'avait pas produit ou exporté de mines et en utilisa pour la dernière fois en février 1980[65]. L'armée tunisienne procède, le 4 septembre 2003, à la destruction de son dernier lot de mines (2 331 unités sur un total de 18 259[65]). La Tunisie devient ainsi l'un des pays signataires de la convention à avoir parachevé la destruction de son stock avant l'échéance fixée[66] ;
- Convention sur les armes chimiques ;
- Convention sur les armes biologiques ;
- Traité sur la non-prolifération des armes nucléaires ;

## Coopérations internationales

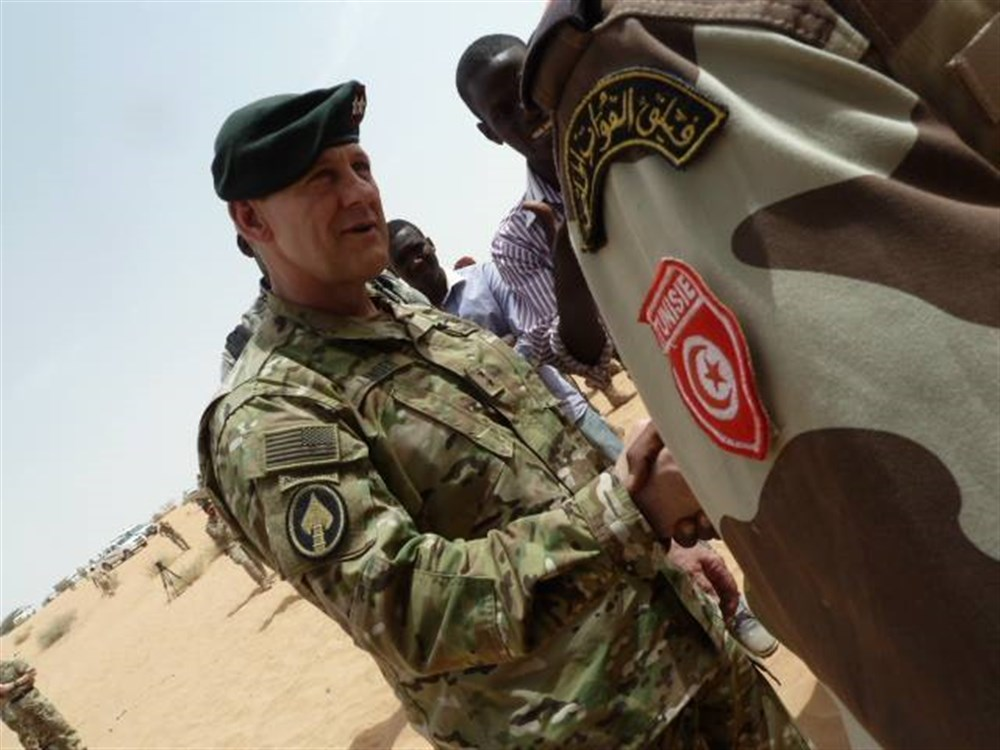
Major général américain saluant un officier des forces spéciales tunisiennes après la fin de l'exercice Flintlock 2015 à Maro (Tchad).

| Exercice(s)/manœuvre(s) | Pays participants | Date et lieu                           |
| ----------------------- | --- | -------------------------------------- |
| Allied Spirit VI        | Tunisie, États-Unis | Allemagne, 2017                        |
| -                       | Tunisie, Arabie saoudite | Bizerte, 2018                          |
| -                       | Tunisie, Canada | Tunis, 2018                            |
| African Lion 2019       | Tunisie, Maroc, États-Unis, Royaume-Uni, Canada, Espagne, Sénégal | Maroc, 2019                            |
| Flintlock 2019          | Tunisie, Maroc, États-Unis, Canada, Espagne, Royaume-Uni, Sénégal, Bénin, Algérie, Burkina Faso, Cameroun, Cap-Vert, Ghana, Guinée, Guinée-Bissau, Mali, Mauritanie, Niger, Nigeria, Autriche, Belgique, Danemark, France, Italie, Japon, Norvège, Pays-Bas, Pologne, Portugal, République tchèque, Suisse | Afrique, 2019                          |
| -                       | Tunisie, Grèce | Tunisie, 2021                          |
| African Lion 2021       | Tunisie, États-Unis, Maroc, Sénégal, Espagne, Mauritanie, Belgique, France, Royaume-Uni, Canada, Allemagne | Tunisie, Maroc, Sénégal, Espagne, 2021 |